# Tecciztecatl

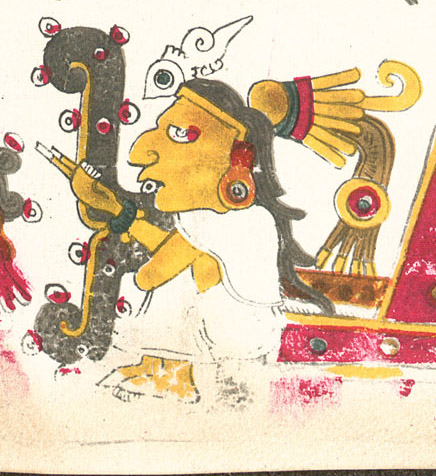
Tecciztecatl descrit en el Còdex Borgia.

Tecciztecatl (en nàhuatl: tecciztecatl: ‘habitant del cargol', tecciztli: ‘cargol i per extensió lluna’, tecatl: ‘habitant de, persona de’) En la mitologia asteca, és el déu que es va convertir en la Lluna, que va poder haver estat el Sol però va retrocedir davant la prova, i en el seu lloc Nanahuatzin es va convertir en l'astre del dia. En alguns mites, és homòleg del misteriós Tezcatlipoca, el cel nocturn, antagonista de Huitzilopochtli.
També és conegut com a Tecuciztecatl o Tecuciztecal.